# Tancredi Pasero
Tancredi Giacinto Tommaso Pasero (ur. 11 stycznia 1893 w Turynie, zm. 17 lutego 1983 w Mediolanie) – włoski śpiewak operowy, bas.

## Życiorys
Studiował w Turynie u Arturo Pessiny. Na scenie zadebiutował w 1917 roku w turyńskim Teatro Chiarella jako Faraon w Aidzie Giuseppe Verdiego. W latach 1924–1930 występował w Teatro Colón w Buenos Aires. W 1926 roku kreował rolę Filipa II w Don Carlosie na deskach mediolańskiej La Scali, z którą związany był do 1951 roku. Wystąpił w prapremierowych przedstawieniach oper Il re Umberto Giordana (1929) i Nerone Pietro Mascagniego (1935). Gościnnie śpiewał m.in. w Metropolitan Opera w Nowym Jorku (1929–1934), Covent Garden Theatre w Londynie (1931) i Opéra de Paris (1935). W swoim repertuarze posiadał różnorodne role z oper włoskich, francuskich, niemieckich i rosyjskich. Zasłynął przede wszystkim tytułową rolą w Borysie Godunowie Modesta Musorgskiego.